# Pediésze (főpap)
Pediésze Ptah memphiszi főpapja és a líbiai meswes törzs főnöke volt az ókori egyiptomi XXII. dinasztia idejében, III. Sesonk és Pami fáraók uralkodása alatt. Két sztélén is beszámol arról, hogy részt vett abban, hogy az elpusztult Ápisz-bika helyére új kerüljön, az egyik III. Sesonk 28. uralkodási évében készült, a másik Pami második uralkodási évében. Mindkét sztélét Szakkarában találták, ma a Louvre-ban találhatóak.
Apja valószínűleg Takelot volt, nagyapja Sesonk, szintén Ptah főpapjai, dédapja II. Oszorkon fáraó, akinek anyja, Tjeszbasztperet révén is leszármazottja. Ptah főpapjaként fia, Peftjauibaszt követte.

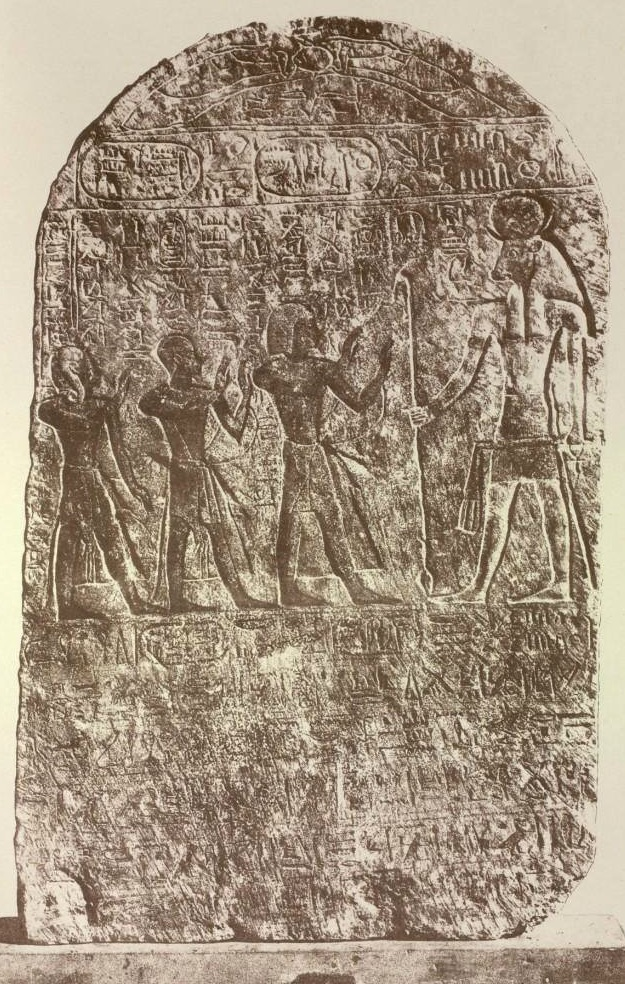
Pediésze a halott Ápisz előtt, a III. Sesonk idejében készült sztélén (IM. 3749)
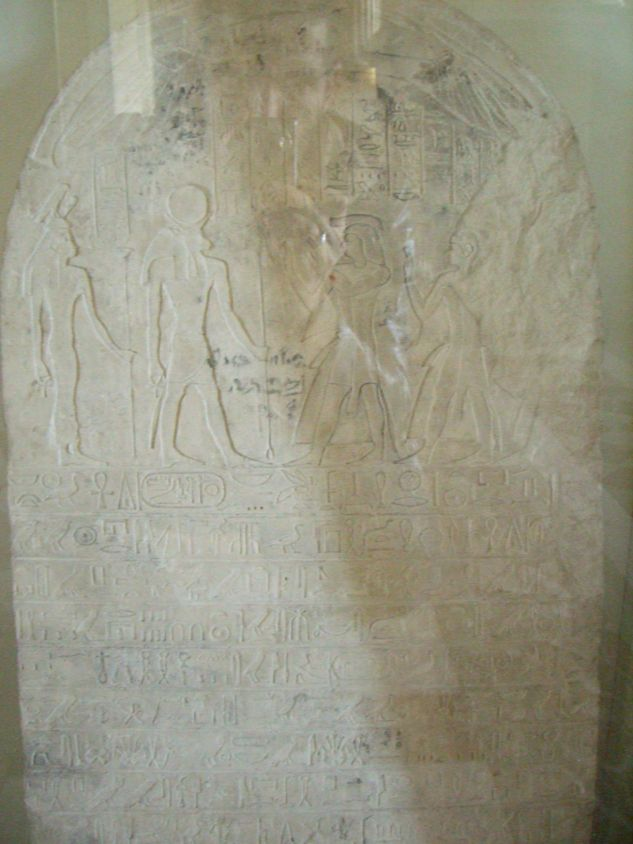
Pediésze második, Pami uralkodása alatt készült sztéléjén

## Fordítás
Ez a szócikk részben vagy egészben  a   Pediese, chief of the Ma című angol Wikipédia-szócikk ezen változatának fordításán alapul.  Az eredeti cikk szerkesztőit annak laptörténete sorolja fel. Ez a jelzés csupán a megfogalmazás eredetét és a szerzői jogokat jelzi, nem szolgál a cikkben szereplő információk forrásmegjelöléseként.
1. ↑  J. H. Breasted, Ancient Records of Egypt, Part Four, §§ 778ff.
2. ↑  Michael Rice, Who's Who in Ancient Egypt, Routledge 1999